# Lista de filmes portugueses de 1988
Lista de filmes portugueses de longa-metragem lançados comercialmente em Portugal em 1988, nas salas de cinema.
Notas: Na secção coprodução, passando o cursor sobre a bandeira aparecerá o nome do país correspondente.
| # | Filme               | Realização           | Género                     | Estreia        | Coprodução |
| - | ------------------- | -------------------- | -------------------------- | -------------- | ---------- |
| 1 | Os Canibais         | Manoel de Oliveira   | Drama, fantástico, musical | 10 de novembro | França     |
| 2 | Matar Saudades      | Fernando Lopes       | Drama                      | 26 de agosto   | —          |
| 3 | Mensagem            | Luis Vidal Lopes     | Biografia                  | 13 de junho    | —          |
| 4 | A Mulher do Próximo | José Fonseca e Costa | Drama                      | 1 de dezembro  | França     |
| 5 | Três Menos Eu       | João Canijo          | Drama                      | 2 de junho     | França     |